# Cascade, Seychellerna

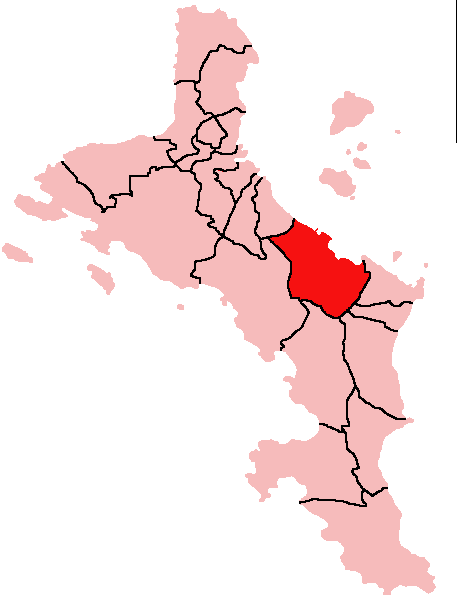
Distriktets läge.

Distriktet Cascade är ett av Seychellernas 26  distrikt.

## Geografi
Distriktet har en yta på cirka 9,7 km² med cirka 3 500 invånare. Befolkningstätheten är 361 invånare/km².
Cascade ligger i regionen Östra Mahé (East Mahé).

## Förvaltning
Distriktet förvaltas av en district administrator och ISO 3166-2koden är "SC-11". Huvudorten är Cascade.
Sedan 1994 lyder varje distrikt under "Local Government" som är en enhet av departementet Ministry of Local Government, Youth and Sport. Distriktens roll är att främja tillgång av offentliga tjänster på lokal nivå.
Distriktets valspråk är: "Strength flows through unity" (Styrkan flödar genom enighet).